# Michiko Hasegawa
Michiko Hasegawa-Fukushima (jap. 長谷川-福島 實智子, Hasegawa-Fukushima Michiko; * 23. August 1963 in Kumaishi) ist eine ehemalige japanische Sportschützin.

## Erfolge
Michiko Hasegawa nahm viermal an Olympischen Spielen teil. Bei den Olympischen Spielen 1988 in Seoul belegte sie im Wettbewerb mit der Luftpistole den elften Rang, nachdem sie im Stechen um den letzten Qualifikationsplatz für das Finale als erste von vier Schützinnen ausgeschieden war. Mit der Sportpistole erzielte sie in der Vorrunde 587 Punkte und zog als Drittplatzierte hinter Jasna Šekarić und Nino Salukwadse ins Finale ein. In diesem gelang ihr mit 99 Punkten fast die volle Punktzahl, sodass sie Šekarić noch überholte und hinter Salukwadse die Silbermedaille gewann. Erst zwölf Jahre später kam es 2000 in Sydney zu Hasegawas zweiter Olympiateilnahme, nunmehr unter ihrem neuen Nachnamen Fukushima. Mit der Sportpistole beendete sie die Qualifikation mit 585 Punkten auf dem dritten Rang, fiel dann aber mit 99,8 Punkten und damit 684,8 Gesamtpunkten auf den fünften Gesamtrang zurück. Im Wettkampf mit der Luftpistole schaffte sie mit 383 Punkten als Achte und damit letzte Schützin den Sprung ins Finale. Mit 100,7 Punkten verbesserte sie sich mit insgesamt 483,7 Punkten auf den fünften Platz. Die Spiele 2004 in Athen schloss sie mit der Sportpistole auf dem 25. Platz und mit der Luftpistole auf dem 13. Platz ab. Vier Jahre darauf kam sie in Peking nicht über den 38. Rang mit der Luftpistole hinaus, während sie den Wettbewerb mit der Sportpistole auf dem zehnten Platz beendete.
Bei Weltmeisterschaften gewann Hasegawa keine Medaillen, war dafür aber auf kontinentaler Ebene erfolgreich: 1987 belegte sie in Peking bei den Asienmeisterschaften den zweiten Platz. Bei Asienspielen gewann sie 1986 in Seoul mit der Luftpistole die Goldmedaille in der Einzel- und auch in der Mannschaftskonkurrenz. Mit der Sportpistole sicherte sie sich jeweils im Einzel und mit der Mannschaft Silber. Im Mannschaftswettbewerb mit der Sportpistole folgten 2002 in Busan und 2006 in Doha weitere Silbermedaillen. Viermal konnte sie einen Weltcup gewinnen.
Hasegawa ist verheiratet.